# مفیده عبدالرحمان
مفیده عبدالرحمان (۲۰ ژانویه ۱۹۱۴–۳ سپتامبر ۲۰۰۲) یکی از اولین وکلای زن اهل مصر بود. او همچنین اولین وکیل زن بود که پرونده‌هایی را در دادگاه‌های در مصر فرجام‌خواهی کرد، اولین زنی بود که در قاهره، مصر به اجرای قانون پرداخت، اولین زنی بود که پرونده‌ای را به دادگاه نظامی در مصر ارایه داد و اولین زنی که پرونده‌ای را به دادگاه جنوب مصر برد.

## تحصیلات
وقتی او در سال ۱۹۳۵ برای تحصیل در رشته حقوق وارد دانشگاه قاهره شد آنجا به نام دانشگاه شاه فؤاد اول نامیده می‌شد. او اولین زن متأهلی بود که در آنجا ثبت نام کرد و بعداً اولین مادر شد که از آنجا فارغ‌التحصیل شد.

## زندگی شخصی
او نه فرزند داشت، عادل، اسماعیل، نبیلا، عظیمه، نبیل، شریف، فاروک، فؤاد و سام عبداللطیف. چهار نفر از آنها هنگام تحصیل در دانشگاه متولد شدند. 

## بزرگداشت
در ۲۰ ژانویه سال ۲۰۲۰، گوگل ۱۰۶ سال تولد او را با تغییر گوگل دودل جشن گرفت.